# Landesfesttage in Deutschland
Landesfesttage bzw. Landesfeste sind Festtagstage, bei denen ein Land meist jährlich in einer anderen Stadt verschiedene Veranstaltungen auf kulturellem Gebiet durchführt. Dabei präsentieren sich meist auch die einzelnen Regionen des Landes.
Landesfesttage finden inzwischen in allen Flächenländern Deutschlands, mit Ausnahme Bayerns und Schleswig-Holsteins statt. In Bayern gibt es allerdings seit 2006 auf Regionalebene den Tag der Franken.
Das älteste Landesfest in Deutschland sind die seit 1961 stattfindenden Hessentage.
Die Veranstaltungen verteilen sich entweder über das ganze Jahr hindurch oder sie werden in einer Festwoche oder an einem verlängerten Wochenende konzentriert. Dabei wird meist auch ein historischer Festumzug mit Trachtenkapellen und Vereinen durchgeführt.
In manchen Ländern gibt es zusätzlich auf regionaler Ebene Regions- oder Kreis- bzw. Landkreisfeste.

## Übersichtstabelle
In der Tabelle sind alle Bundesländer aufgeführt sowie das erste Veranstaltungsjahr. In der Regel finden diese Landesfeste jährlich statt, sollte es davon Abweichungen geben, ist dies in der Spalte Bemerkungen vermerkt.
| Land                   | Name des Landesfestes        | Seit      | Bemerkungen                                                       |
| ---------------------- | ---------------------------- | --------- | ----------------------------------------------------------------- |
| Baden-Württemberg      | Heimattage Baden-Württemberg | 1978      |                                                                   |
| Bayern                 | –                            | –         | kein Landesfest, dafür gibt es den Tag der Franken (seit 2006)    |
| Berlin                 | –                            | –         | kein Landesfest                                                   |
| Brandenburg            | Brandenburg-Tag              | 1995      | alle zwei Jahre (bis 2004 jährlich)                               |
| Bremen                 | –                            | –         | kein Landesfest                                                   |
| Hamburg                | –                            | –         | kein Landesfest                                                   |
| Hessen                 | Hessentag                    | 1961      | ältestes Landesfest in Deutschland                                |
| Mecklenburg-Vorpommern | Mecklenburg-Vorpommern-Tag   | 2000      | alle zwei Jahre (bis 2006 jährlich)                               |
| Niedersachsen          | Tag der Niedersachsen        | 1981      | bis 2015 jedes Jahr, danach alle 2 Jahre, ab 2025 wieder jährlich |
| Nordrhein-Westfalen    | Nordrhein-Westfalen-Tag      | 2007      | alle zwei Jahre (bis 2012 jährlich)                               |
| Rheinland-Pfalz        | Rheinland-Pfalz-Tag          | 1984      | ab 2023 nur noch alle zwei Jahre                                  |
| Saarland               | Saarland-Tag                 | 1988–2007 | alle zwei bis vier Jahre, bis 2007                                |
| Sachsen                | Tag der Sachsen              | 1992      |                                                                   |
| Sachsen-Anhalt         | Sachsen-Anhalt-Tag           | 1996      | alle zwei Jahre (bis 2017 jährlich)                               |
| Schleswig-Holstein     | Schleswig-Holstein-Tag       | 1978–2012 | bis 2012 alle zwei Jahre                                          |
| Thüringen              | Thüringentag                 | 1996      | alle zwei Jahre (bis 2007 jährlich)                               |